# Chiesa della Natività di Maria (Livo, Trentino-Alto Adige)
La chiesa della Natività di Maria è la parrocchiale di Varollo, frazione di Livo in Trentino. Risale ad un periodo incerto, attorno al X secolo.

## Storia

### Edifici preesistenti
Forse già dal I secolo, o più probabilmente dal IV, sul sito della chiesa medievale esisteva una torre di avvistamento romana. Indagini archeologiche localizzate all'esterno di una cappella hanno individuato resti di un altro edificio, databile entro il VI secolo. Ulteriori ricerche hanno poi permesso di ricostruire la presenza, entro il X secolo, di una primitiva chiesa con orientamento verso est e con un'area adibita a camposanto nella sua parte posteriore.

### Edificio medievale
La prima struttura riferibile alla chiesa in seguito documentata in modo specifico venne edificata probabilmente tra l'XI e il XIII secolo, e si trattò di una chiesa di maggiori dimensioni con orientamento verso sud. Sembra verosimile che tale edificio inglobasse la preesistente piccola cappella. 
La prima documentazione di questo edificio venne riportata implicitamente dal plebano di Varollo nel 1214 (forse anche nel 1208) anche se la documentazione che cita in modo specifico la chiesa arrivò solo nel 1309.
All'inizio del XIV secolo la chiesa fu oggetto di un ampliamento che portò ad una sala di dimensioni paragonabili a quelle che ci sono pervenute e ad una nuova zona absidale che comprese l'antica costruzione. Dopo l'ampliamento iniziò una fase di arricchimento decorativo. Vennero così realizzati affreschi sulla facciata e negli interni: Madonna con Bambino, Santa Maddalena, San Giorgio e la principessa, San Cristoforo, Deposizione e Sant'Antonio. I primi eseguiti attorno al XV secolo e alcuni riferibili a maestri bergamaschi legati ai Baschenis.
La campana più antica venne fusa nel 1463.

### Edificio moderno
Tra il 1516 ed il 1570 venne edificata la cappella laterale della confraternita di San Fabiano e San Sebastiano. Poi parte dell'edificio venne demolito per essere riedificato di maggiori dimensioni anche in altezza. Nuovi ampliamenti vennero realizzati nel XVII secolo, come la nuova grande sacrestia. Una nuova e più grande campana venne fusa nel 1630 e nello stesso anno si iniziò a rifare la pavimentazione della sala.

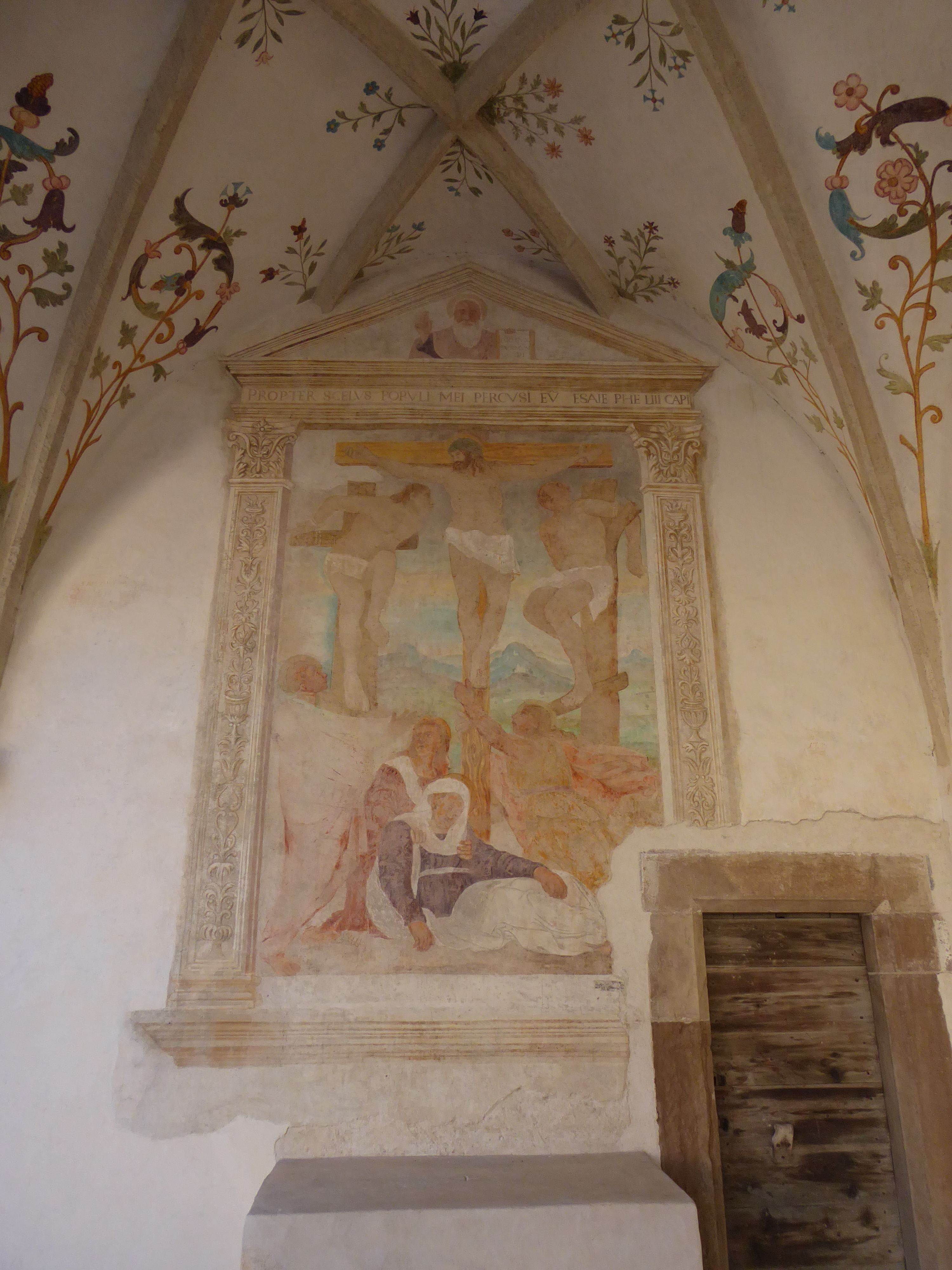
Affresco nella loggia della chiesa della Natività di Maria.

Durante la prima metà del XVIII secolo venne rivista l'area presbiteriale che venne dotata di una nuova pavimentazione e venne restaurata in varie parti poi, nella seconda metà, venne completata la torre campanaria con una nuova cuspide in legno e fu costruito il pulpito nella sala.
Col nuovo secolo venne rifatta la pavimentazione della sala poi, nel 1824, dal punto di vista della giurisdizione ecclesiastica Varollo venne legato alla Val di Non.
Negli anni quaranta parte delle grandi vetrate fu sostituita e il perimetro interno della sala venne rivestito con marmo rosso trentino.
Negli anni cinquanta fu rivista la pavimentazione della sacrestia e si iniziò un restauro ultimato nel decennio seguente che ripristinò l'aspetto della sala, togliendo le lastre di marmo, e curò le parti esterne attorno all'edificio, oltre al rifacimento delle tinteggiature.
A partire dal 1971 i tetti della chiesa e della torre vennero rifatti utilizzando scandole in larice, furono elettrificate le campane e l'intera struttura venne consolidata. Vennero anche riportati alla luce gli affreschi della facciata. Gli ultimi lavori si sono conclusi nel 2008. La facciata venne dotata di una tettoia con copertura in piombo e acciaio. La pavimentazione della sala venne rinnovata e vennero risanate le intonacature con interventi per la protezione contro la risalita dell'umidità.

## Descrizione
La navata è in stile gotico-rinascimentale. I tre altari lignei sono barocchi, dorati e finemente intagliati. Sull'altare di sinistra tela di Gabriel Kosler. L'altar maggiore monumentale è opera di Domenico Bezzi (padre di Bartolomeo) mentre la pala è attribuita a Carlo Pozzi.